# Phyllodonta emerita
Phyllodonta emerita là một loài bướm đêm trong họ Geometridae.